# Manhattan Automobile Company
Manhattan Automobile Company war ein US-amerikanischer Hersteller von Automobilen.

## Unternehmensgeschichte
James A. Hands, Arthur B. Paine und J. Overton Paine gründeten Ende 1900 das Unternehmen. Der Sitz war in New York City. Sie wollten Elektroautos bauen und Buslinien mit elektrischen Omnibussen betreiben. Tatsächlich entstanden 1901 einige Elektroautos. Der Markenname lautete Manhattan.
Im Oktober 1901 begann die Insolvenz.

## Fahrzeuge
Die Elektroautos waren als Runabouts karosseriert. Sie ähnelten den Modellen der Baker Motor Vehicle Company. Der Neupreis betrug 1200 US-Dollar.
Außerdem gab es Versuche mit Dampfwagen.